# 수필룰리우마 1세

수필룰리우마 1세(Šuppiluliuma I)는 히타이트 왕(재위: 기원전 1358년 ~ 기원전 1323년)이었다. 그는 위대한 전사로 그리고 정치 지도자로 명성을 획득하였는데 당시에 강대국 이집트 제국과 지중해와 유프라테스 사이의 땅에서 도전하였다.

### 히타이트 장군
수필룰리우마 1세는 투드할리야 3세의 아들로 왕위에 오르기 전부터 외국 군대의 침입을 막는 군 사령관으로서 두각을 드러냈다. 그는 히타이트 사무하를 거점으로 북쪽의 카쉬카족을 성공적으로 막아냈다. 다음으로 그는 서쪽의 카슈야 지역과 훌라나 강 유역에 대한 통제권을 회복하고 보호하기 위해 침략자들에게 반격을 가했다. 이후 피야필리 휘하의 카쉬카족이 또 침공했으며, 이번에는 북동쪽의 아지-하야사의 카라니 왕과도 싸워야했다. 피야필리는 수필룰리우마 1세의 상대가 되지는 않았다. 카라니는 히타이트 영토를 침공하고 심지어 사무하까지 위협했지만, 투드할리야 3세와 수필룰리우마 1세에게 패배하고 오히려 아지-하야사까지 밀리게 된다. 쿠마하(혹은 케마) 전투에서도 히타이트가 승리한 것으로 보이는데, 이후 아지-하야사는 히타이트의 봉신으로 발견되기 때문이다.
북쪽에서 대승을 거둔 투드할리야 3세는 히타이트 수도인 하투샤로 돌아갈 수 있었다. 수필룰리우마 1세는 아르자와에 맞서 남서쪽으로 보내졌으며, 그 곳에서도 여러 번 승리하여 살라파레, 투와누와(혹은 티아나), 타르훈타샤까지 되찾는다. 기원전 1350년대 말, 아르자와의 안자파하두는 히타이트 장군 히무이를 격파했으나, 수필룰리우마 1세가 직접 이끄는 또 다른 침공에는 굴복해야했다. 결국 아르자와 또한 히타이트에게 정복당했다.

### 왕위 계승
투드할리야 3세가 사망하자, 왕위는 그의 아들인 '젊은 투드할리야'에게 계승되었어야 했습니다. 슈필룰리우마를 비롯한 히타이트 지배층은 이미 그에게 충성을 맹세한 바가 있었다. 그가 몇몇 형제들과 함께 슈필룰리우마의 지지자들에게 살해되기 전, '젊은 투드할리야'가 실제로 왕위에 올랐었는지는 명확하지 않다. 투드할리야 3세의 최고 군 사령관으로 오랫동안 함께 했던 슈필룰리우마 1세가 이제 왕이 되었습니다. 훗날 '젊은 투드할리야'의 암살은 신탁에 의해, 슈필룰리우마의 아들이자 두 번째 후계자인 무르실리 2세의 통치 기간까지 20년 동안 히타이트 왕국을 황폐화시킨 역병의 원인으로 지목되었습니다. 전통에 따라, 선왕의 미망인이었던 다두-헤바는 사망할 때까지 '타와난나'라는 수석 왕비 칭호를 계속 유지했습니다.

### 가족
수필룰리우마는 누이를 하야산 왕 훜카나에게 시집을 보내고 그의 딸 무와티를 아르자와국 뮈라의 마스크휠루와에게 보냈다. 그는 아르자와 영토를 하팔라까지 다시 얻었다. 그의 가장 영원한 승리는 미탄니왕국에서 얻은 것이다. 미탄니 왕국을 그는 그의 사위 샤티와자 아래의 속국으로 축소하였다. 그는 역시 돌 릴리프로 장식된 큰 석재 구조의 제왕 건축가이기도 하였다. 그의 치세중에 왕족 지도자의 고귀한 특성의 개념이 개발되었다.
수필룰리우마는 그 후 파라오 아크나톤의 떠들석한 치세를 이용하였고 시리아에서의 이집트 영토를 장악하였다. 그리고 많은 이집트 속국을 반란하게 자극하였다.
이후 투탕카멘이 이집트 왕으로 되었는데, 안타깝게도 그는 18세의 젊은 나이로 사망하였다. 그러자 그의 미망인인 안케세나멘이 수필룰리우마에게 편지를 보내왔다. 그 내용은 수필룰리우마의 아들이 그녀의 남편이 되어 이집트를 다스릴 것을 요구하는 내용이었다. 투탕카멘은 왕자를 남기지 않았으며, 안케세나멘은 투탕카멘 시절의 권력자 아이와 강제로 결혼할 처지였다. 수필룰리우마는 대사를 이집트로 보내 이 사실을 조사하게 하였다.
그는 편지가 상황이 정확히 기록되었다고 보고하였고 왕은 이 뜻밖의 기회를 이용하기로 결정하였다. 불행히도 왕자 잔난자는 도중에 피살되고 결혼 동맹은 결국 승인되지 않았다. 수필룰리우마는 이번에는 매우 진노하여 가나안과 북시리아의 이집트 속국을 그의 군대로 해방시켰고 많은 영토를 포획하였다.

## 같이 보기
- 피야시실리스
- 수필룰리우마 2세